# Wang Liuyi
Wang Liuyi (chinês: 王柳懿; Shenzhen, 16 de janeiro de 1997) é uma nadadora artística chinesa, campeã olímpica.

## Carreira
Ela ganhou uma medalha de ouro (a primeira da China) e uma medalha de prata no Campeonato Mundial de Esportes Aquáticos de 2017. Ela também ganhou uma medalha de ouro por equipe nos Jogos Asiáticos de 2018 e uma medalha de ouro em dueto livre na World Series de 2018. Ela é a irmã gêmea mais velha de Wang Qianyi, que também é sua companheira de equipe e parceira de dueto.
Nos Jogos Olímpicos de Verão de 2024, em Paris, conquistou a medalha de ouro na competição em dueto, com Qianyi, e na competição por equipes na natação artística, ao lado de Qianyi, Chang Hao, Feng Yu, Wang Ciyue, Xiang Binxuan, Xiao Yanning e Zhang Yayi.